# Істіміс
Істімі́с (рос. Истимисс) — село у складі Ключівського району Алтайського краю, Росія. Адміністративний центр та єдиний населений пункт Істіміської сільської ради.

## Населення
Населення — 681 особа (2010; 767 у 2002).
Національний склад (станом на 2002 рік):
- росіяни — 89 %